# Dorcadion elazigi
Dorcadion elazigi là một loài bọ cánh cứng trong họ Cerambycidae.